# ناتالي تشيليت
ناتالي تشيليت بوستامانتي (بالإسبانية: Nataly Chilet)‏ (من مواليد 1985) متسابقة مسابقة ملكة الجمال من سانتياغو، تشيلي. بدأت مشاركتها في مسابقة ملكة الجمال في عام 2005 ، عندما شاركت في مسابقة ملكة جمال الأرض في شيلي 2005. وفازت بالمسابقة الوطنية ثم شاركت في مسابقة ملكة جمال الأرض 2005 ، التي عقدت في مانيلا، الفلبين. حصلت على المراكز الثمانية الأولى وفازت بجائزة ملكة جمال فوتوجونيك.

## الروابط الخارجية
- ناتالي تشيليت على موقع IMDb (الإنجليزية)
- ناتالي تشيليت على موقع قاعدة بيانات الفيلم (الإنجليزية)

- Nataly Chilet on Flickr by missmodel.agency

| الجوائز و الإنجازات    | الجوائز و الإنجازات   | الجوائز و الإنجازات  |
| ---------------------- | --------------------- | -------------------- |
| سبقه Bernardita Zúñiga | Miss World Chile 2008 | تبعه Gabriela Pulgar |